# Салара Уно (Терамо)
Салара Уно (итал. Salara Uno) је насеље у Италији у округу Терамо, региону Абруцо.
Према процени из 2011. у насељу је живело 462 становника. Насеље се налази на надморској висини од 168 м.